# Mandarin (Superrobotov majmunski tim)
Mandarin je narančasti majmun, lik iz američke crtane serije Superrobotov majmunski tim. Glas mu je posudio James Hong.
Mandarin ima narančasto lice, a otud mu vjerojatno potječe i ime (po boji mandarine). Kralj Kostura ga je pretvorio u Cyborga, a poslije i u Bezličnog. Tijekom borbe s Chiroom u utrobi Mračnoga, Mandarin je oslijepio na jedno oko, a to mu je oko otad spaljeno.
Mandarin je bio šesti majmun. Bio je prvi vođa tima. Htio je vladati, pa su ga ostali majmuni zatočili u svemirskom zatvoru. Pobjegao je odande, te mu je Kralj Kostura dao pomoć, tj. 5 Ekstrabezličnih. Mandarin je pobjegao na Mjesec, gdje ga je dočekao Kralj Kostura, te mu je ponudio da će ga učiti. Pretvorio ga je u Cyborga, a poslije je Mandarin pokušavao stvoriti klonove Chiroa, a Kralj Kostura ga je pretvorio u Bezličnog. U epizodi I, Chiro Mračni je pojeo Mandarina, a poslije se Mandarin borio s Chiroom u utrobi, te je pobijedio. Spasio je lubanju svog gospodara, a pomagala mu je Valeena. Valeena ga je mučila jer joj nije htio reći gdje je lubanja. Pritom se služila trganjem tijela i psihićkim obnamama. Kad je Kralj Kostura oživljen, Valeena je uništena. Posljednji put je Mandarin viđen na ramenu Kralja Kostura, u epizodi "Soul of Evil".